# Кубок ірландської ліги з футболу 2010
Кубок ірландської ліги 2010 — 37-й розіграш Кубка ірландської ліги. Переможцем вдруге став Слайго Роверз.

## Календар
| Раунд            | Дата               | Матчі | Клуби   |
| ---------------- | ------------------ | ----- | ------- |
| Попередній раунд | 22-27 березня 2010 | 4     | 29 → 25 |
| Перший раунд     | 12-13 квітня 2010  | 9     | 25 → 16 |
| 1/8 фіналу       | 10-11 травня 2010  | 8     | 16 → 8  |
| 1/4 фіналу       | 1 червня 2010      | 4     | 8 → 4   |
| 1/2 фіналу       | 17 серпня 2010     | 2     | 4 → 2   |
| Фінал            | 25 вересня 2010    | 1     | 2 → 1   |

## Попередній раунд
| Команда 1           | Рахунок      | Команда 2          |
| ------------------- | ------------ | ------------------ |
| 22 березня 2010     |              |                    |
| Атлон Таун (2)      | 1:0          | Лонгфорд Таун (2)  |
| 23 березня 2010     |              |                    |
| Каслбар Селтік (3)  | 1:0          | Солтхілл Девон (2) |
| Монахан Юнайтед (2) | 1:0          | Шелбурн (2)        |
| 27 березня 2010     |              |                    |
| Талламор Таун (3)   | 3:3 пен. 3:2 | Карлоу (3)         |

## Перший раунд
| Команда 1           | Рахунок | Команда 2              |
| ------------------- | ------- | ---------------------- |
| 12 квітня 2010      |         |                        |
| Керрі Ліга (-)      | 0:2     | Вотерфорд Юнайтед (2)  |
| Мерву Юнайтед (2)   | 0:1 дч  | Леттеркенні Роверс (4) |
| Дрогеда Юнайтед     | 1:3     | Брей Вондерерз         |
| Корк Сіті (2)       | 3:0     | Вексфорд Ютс (2)       |
| 13 квітня 2010      |         |                        |
| ЮКД                 | 1:0     | Атлон Таун (2)         |
| Деррі Сіті (2)      | 3:2     | Голвей Юнайтед         |
| Лімерик (2)         | 2:1     | Коб Рамблерс (3)       |
| Монахан Юнайтед (2) | 6:1     | Талламор Таун (3)      |
| Каслбар Селтік (3)  | 1:3     | Фінн Гарпс (2)         |

## 1/8 фіналу
| Команда 1             | Рахунок      | Команда 2              |
| --------------------- | ------------ | ---------------------- |
| 10 травня 2010        |              |                        |
| Сент-Патрікс Атлетік  | 2:0          | Брей Вондерерз         |
| Деррі Сіті (2)        | 2:0          | Фінн Гарпс (2)         |
| ЮКД                   | 0:1          | Шемрок Роверс          |
| Дандолк               | 2:0          | Спортінг Фінгал        |
| 11 травня 2010        |              |                        |
| Корк Сіті (2)         | 0:3          | Лімерик (2)            |
| Вотерфорд Юнайтед (2) | 9:0          | Трейлі Дайнамос (3)    |
| Слайго Роверз         | 6:0          | Леттеркенні Роверс (4) |
| Монахан Юнайтед (2)   | 1:1 пен. 4:3 | Богеміан               |

## 1/4 фіналу
| Команда 1             | Рахунок | Команда 2            |
| --------------------- | ------- | -------------------- |
| 1 червня 2010         |         |                      |
| Деррі Сіті (2)        | 1:2     | Шемрок Роверс        |
| Лімерик (2)           | 0:3     | Монахан Юнайтед (2)  |
| Вотерфорд Юнайтед (2) | 1:2     | Дандолк              |
| Слайго Роверз         | 4:1     | Сент-Патрікс Атлетік |

## 1/2 фіналу
| Команда 1           | Рахунок | Команда 2     |
| ------------------- | ------- | ------------- |
| 17 серпня 2010      |         |               |
| Слайго Роверз       | 2:1     | Шемрок Роверс |
| Монахан Юнайтед (2) | 1:0     | Дандолк       |

## Фінал
| 25 вересня 2010 19:30 (EEST) |

| Слайго Роверз | 1:0      | Монахан Юнайтед (2) |
| ------------- | -------- | ------------------- |
| Блінкгорн 14' | Протокол |                     |

| Шоуграундс, Слайго Арбітр: Деклен Генні |